# حماطة (مستباء)

تعديل مصدري - تعديل

حماطة هي إحدى قرى عزلة شرق مستباء بمديرية مستباء التابعة لمحافظة حجة، بلغ تعداد سكانها 267 نسمة حسب تعداد اليمن لعام 2004.